# 3apes band
3apes band war eine deutsche Rockband aus Sachsen.

## Geschichte
3apes band wurde 2004 in Leipzig (Sachsen) gegründet. Nach den ersten Konzerten in Leipzig gewann die Band 2006 den Leipziger Courage-zeigen-Wettbewerb.
Im gleichen Jahr wurde zusammen mit „Cäsar“ Peter Gläser (Ex-Renft Musiker) das Live-Album Live with Winter im Anker Leipzig aufgenommen und es erschien die EP Tidy and Well Dressed Gossip. Nach weiteren Konzerten in Sachsen, Sachsen-Anhalt, Berlin, Hessen, Niedersachsen und Thüringen, erschien 2008 das Studio Debütalbum Stark Raving Mad 2.0. Im Folgejahr war die Band in Deutschland, Tschechien, Österreich und den Benelux-Staaten auf Tour.
2016 löste sich die Band auf Grund kreativer Uneinigkeiten auf. Gitarrist Robert Petzold hat daraufhin ein neues Projekt „The Residudes“ gegründet.

## Diskografie
Alben
- 2006: Tidy and Well Dressed Gossip (CD, Eigenvertrieb)
- 2006: Live with Winter (CD, Eigenvertrieb), Johnny Winter Live Support
- 2007: Stark Raving Mad (CD, Eigenvertrieb)
- 2008: Stark Raving Mad 2.0 (CD, CASPERHAUSERmusik)
- 2012: The Unknown Side of Monkey Business (Web Release, CASPERHAUSERmusik)
- 2015: Shady Monkeys (Web Release, CASPERHAUSERmusik)
- 2019: Tales Of Brave Of Monkeys - Anthology I (Online Release)
- 2021: Revolution Of The Zodiac - Anthology II (Online Release)